# Uasila'a Heleta
Uasila'a Heleta (21 gennaio 1986) è un calciatore samoano americano, difensore dei Pago Boys.

## Pago Boys
Dal 2004 gioca nel Pago Boys.

## Nazionale
Detiene insieme a Nicky Salapu il record di presenze con la nazionale delle Samoa Americane, avendo disputato 16 incontri.